# Віллард (Міннесота)
Віллард (англ. Villard) — місто (англ. city) в США, в окрузі Поуп штату Міннесота. Населення — 225 осіб (2020).

## Географія
Віллард розташований за координатами 45°42′52″ пн. ш. 95°16′11″ зх. д. / 45.71444° пн. ш. 95.26972° зх. д. (45.714373, -95.269804).  За даними Бюро перепису населення США в 2010 році місто мало площу 2,07 км², з яких 2,06 км² — суходіл та 0,00 км² — водойми.

## Демографія
Згідно з переписом 2010 року, у місті мешкали 254 особи в 115 домогосподарствах у складі 72 родин. Густота населення становила 123 особи/км².  Було 127 помешкань (61/км²).
Расовий склад населення:
| - 95,7 % — білих - 2,0 % — корінних американців - 0,8 % — азіатів |

До двох чи більше рас належало 1,6 %. Частка іспаномовних становила 0,4 % від усіх жителів.
За віковим діапазоном населення розподілялося таким чином: 22,4 % — особи молодші 18 років, 58,7 % — особи у віці 18—64 років, 18,9 % — особи у віці 65 років та старші. Медіана віку мешканця становила 45,3 року. На 100 осіб жіночої статі у місті припадало 98,4 чоловіків;  на 100 жінок у віці від 18 років та старших — 99,0 чоловіків також старших 18 років.
Середній дохід на одне домашнє господарство  становив 56 612 долари США (медіана — 38 958), а середній дохід на одну сім'ю — 75 008 доларів (медіана — 46 250). Медіана доходів становила 32 500 доларів для чоловіків та 23 250 доларів для жінок. За межею бідності перебувало 19,9 % осіб, у тому числі 37,5 % дітей у віці до 18 років та 13,9 % осіб у віці 65 років та старших.
Цивільне працевлаштоване населення становило 116 осіб. Основні галузі зайнятості: роздрібна торгівля — 19,8 %, освіта, охорона здоров'я та соціальна допомога — 16,4 %, виробництво — 13,8 %, мистецтво, розваги та відпочинок — 12,1 %.